# Atrichum yunnanense
Atrichum yunnanense är en bladmossart som först beskrevs av Brotherus, och fick sitt nu gällande namn av Edwin Bunting Bartram 1935. Atrichum yunnanense ingår i släktet sågmossor, och familjen Polytrichaceae. Inga underarter finns listade i Catalogue of Life.